# Nils Johan Semb
Nils Johan Semb (født 24. februar 1959 i Horten) er en norsk fodboldtræner, der mellem 1998 og 2003 var træner for Norges landshold. Han kvalificerede holdet til EM i 2000, hvor man dog blev slået ud efter indledende runde. Han havde inden han overtog cheftrænerrollen også været landsholdets assistenttræner under Egil "Drillo" Olsen.